# Trevor Peacock
Trevor Peacock (London, 1931. május 19. – 2021. március 8.) angol színész.

## Fontosabb filmjei
Mozifilmek
- Micsoda blöff (What a Whopper) (1961)
- Catch Me a Spy (1971)
- Lady Caroline Lamb (1972)
- Hamlet (1990)
- A per (The Trial) (1993)
- Sírba viszel (Roseanna's Grave) (1997)
- A napfény íze (Sunshine) (1999)
- Dog Eat Dog (2001)
- Télbratyó (Fred Claus) (2007)
- Kvartett – A nagy négyes (Quartet) (2012)

Tv-filmek
- Vízkereszt, vagy amit akartok (Twelfth Night) (1980)
- Osztogatás, fosztogatás keleten (The Gravy Train Goes East) (1991)
- A Strauss-dinasztia (Strauss Dynasty) (1991)
- Sosehol (Neverwhere) (1996)
- Karácsonyi ének (A Christmas Carol) (1999)
- Bováryné (Madame Bovary) (2000)
- Don Quijote (Don Quixote) (2000)
- A hét legfőbb bűn (The Sins) (2000)
- Az elveszett ékkövek titka (Lorna Doone) (2000)
- Így élünk most (The Way We Live Now) (2001)
- Szökevény malacok (The Legend of the Tamworth Two) (2004)

Tv-sorozatok
- Born and Bred (1978–1980, tíz epizódban)
- Wish Me Luck (1990, nyolc epizódban)
- A bor nem válik vízzé (Last of the Summer Wine) (1990, egy epizódban)
- Dodgem (1991, hat epizódban)
- Merlin of the Crystal Cave (1991, hat epizódban)
- Baleseti sebészet (Casualty) (1993, egy epizódban)
- Hegylakó (Highlander) (1994, egy epizódban)
- A Dibley-i lelkész (The Vicar of Dibley) (1994–2015, 26 epizódban)
- Dilizsaruk (The Thin Blue Line) (1996, egy epizódban)
- Öten a szigeten (The Famous Five) (1997, két epizódban)
- Bugs – A cég hullámhosszán (Bugs) (1997, egy epizódban)
- Az én kis családom (My Family) (2002, egy epizódban)
- Őslények szigete (Dinotopia) (2002, egy epizódban)
- Kísért a múlt (Waking the Dead) (2003, két epizódban)
- Family Business (2004, hat epizódban)
- Kisvárosi gyilkosságok (Midsomer Murders) (2005, egy epizódban)
- Kingdom – Az igazak ügyvédje (Kingdom) (2007, egy epizódban)